# ステリアーノ・フィリプ
ステリアーノ・フィリプ（Steliano Filip, 1994年5月15日 - ）は、ルーマニア・ブザウ出身の同国代表サッカー選手。FCディナモ・ブカレスト所属。ポジションはDF（左サイドバック）。

## クラブ歴
2011年にFCマラムレシュ・ウニヴェルシタル・バヤ・マレとプロ契約を締結。加入初年度から活躍を見せ、NKディナモ・ザグレブ、ヘタフェCF、さらにはユヴェントスFCといったクラブからの関心が報じられた。
2012年夏、FCディナモ・ブカレストに5年契約で加入する。8月、FCペトロルル・プロイェシュティ戦でリーガ1初出場。5年間で公式戦150試合以上に出場しキャプテンも務めた。
2018年1月23日、クロアチアのHNKハイドゥク・スプリトに3年半の契約で移籍した。NKディナモ・ザグレブとのヴィエチュニ・デルビを数日後に控えた12月中旬、同僚2人と共にパーティーに参加しスキャンダル化。翌年1月29日に契約解除が発表された。
翌月15日、AFCドゥナレア・カララシと契約し母国へ復帰する。クラブは1年でリーガ2へ降格となり退団した。
2019-20シーズンより、FCヴィートルル・コンスタンツァへ加入。フリートランスファーで延長オプション付きの2年契約を締結した。14試合に出場したが、翌年1月20日のクラブとの契約を解除した。
翌月13日、ギリシャ・スーパーリーグのAEL 1964と1年半の契約を締結する。2021年1月23日、ディナモ・ブカレストに2年半の契約で復帰することが発表された。

## 代表歴
U-17世代からルーマニア代表に選出されており、UEFA U-17欧州選手権2011にも参加した。
2015年11月の親善試合・イタリア戦でA代表初出場。

## タイトル
ディナモ・ブカレスト
- クパ・リギー : 2016-17